# Сидор Андрій Петрович
Андрі́й Петро́вич Си́дор (нар. 29 вересня 1967, с. Борятин) — український релігійний діяч, православний священнослужитель, митрофорний протоієрей, волонтер, з 1995 — декан Горохівського благочиння Волинської єпархії ПЦУ, настоятель Свято-Вознесенського храму в місті Горохові Волинської області.

## Життєпис
Народився 29 вересня 1967 року у селі Борятин Львівської області.
Закінчив Одеську духовну семінарію (1992) та Київську духовну академію (2003).
16 травня 1991 року рукопокладений у сан священика архієпископом Одеським і Ізмаїльським Лазарем (Швецем) у Свято-Успенському кафедральному соборі Одеси.
У 1991—1992 роках — клірик Свято-Троїцького храму подвір'я Александрійського патріархату в Одесі, настоятелем якого був екзарх Александрійського патріархату єпископ Киренський Феодор (Хорефтакіс) — нині Папа і Патріарх Александрійський і всієї Африки.
З 7 жовтня 1992 року — настоятель Свято-Вознесенського храму в місті Горохові Волинської області, 5 липня 1995-го призначений деканом Горохівського благочиння Волинської єпархії ПЦУ.
Член волонтерського центру Горохова. 23 грудня 2014 року відправив на Донбас 3 тонни гуманітарної допомоги. Неодноразово благословляв місцевих волонтерів перед відправленням у зону бойових дій.

## Родина
Дружина — Людмила Михайлівна Сидор, діти — священик Іван Сидор — дзвонар Євромайдану, український церковний і громадський діяч, богослов, педагог, кандидат наук з богослів'я, викладач Київської православної богословської академії; штатний священик у трапезному храмі Софії Київської (Мала, Тепла Софія); секретар-референт Київської митрополії Української православної Церкви (ПЦУ), в.о. Голови Синодального видавничо-просвітницького управління; головний редактор журналу «Помісна Церква» (2019); диякон Андрій Сидор — співробітник прес-служби Київської митрополії Української православної Церкви; дочка Христина.

## Нагороди
- Відзнака Президента України — ювілейна медаль «25 років незалежності України» (22 серпня 2016) — за вагомий особистий внесок у зміцнення міжнародного авторитету Української держави, популяризацію її історичної спадщини і сучасних надбань та з нагоди 25-ї річниці незалежності України[5].
- Орден святителя Миколая Чудотворця УПЦ КП (29 вересня 2017) — з нагоди 50-річчя[6].